# شهرستان سووتسکی (ماری ال)
شهرستان سووتسکی (به لاتین: Sovetsky District) یک شهرستان در روسیه است که در ماری ال واقع شده‌است.